# Майский (Черепановский район)
Майский — посёлок в Черепановском районе Новосибирской области. Административный центр Майского сельсовета.

## География
Площадь посёлка — 94 гектара.

## Население
| 2002 | 2007  | 2010  |
| ---- | ----- | ----- |
| 1098 | ↗1161 | ↘1072 |

## Инфраструктура
В посёлке по данным на 2007 год функционируют 1 учреждение здравоохранения и 2 учреждения образования.